# محوطه چم نویره
محوطه چم نویره مربوط به سده‌های اولیه دوران‌های تاریخی پس از اسلام است و در شهرسان سلسله (الشتر)، بخش مرکزی، دهستان دوآب، ۱/۴ کیلومتری جنوب غرب روستای دوآب علیشاهی (متروکه) واقع شده و این اثر در تاریخ ۷ اسفند ۱۳۸۶ با شمارهٔ ثبت ۲۱۳۸۸ به‌عنوان یکی از آثار ملی ایران به ثبت رسیده است.